# Vicente Faustino Zazpe

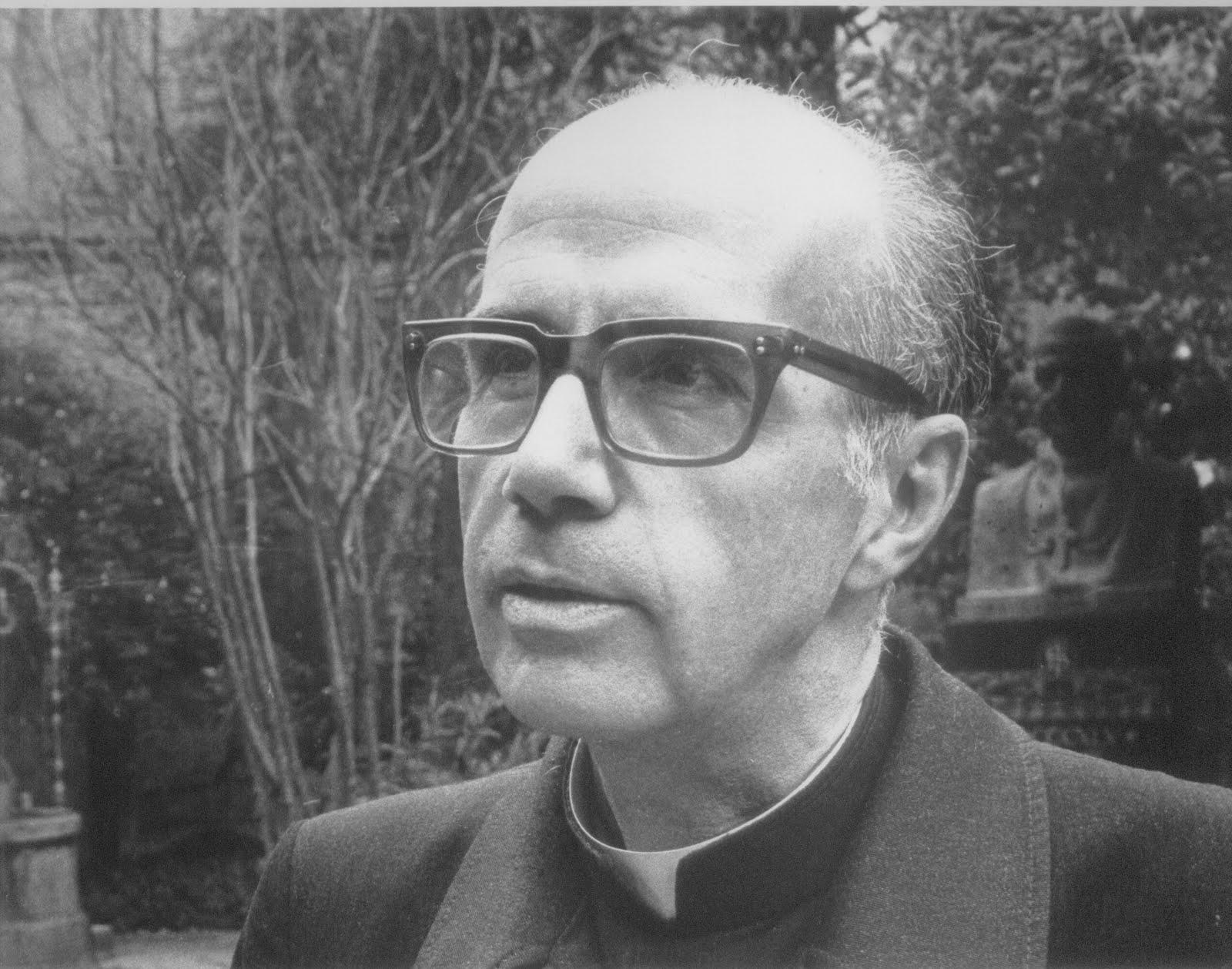
Arzobispo Vicente Faustino Zazpe Zarategui.

Monseñor Vicente Faustino Zazpe Zarategui (Buenos Aires, 15 de febrero de 1920 – Santa Fe, 24 de enero de 1984) fue arzobispo de la Iglesia católica de Argentina.

## Primeros años
Monseñor Zazpe (a veces escrito incorrectamente Zaspe) nació en Buenos Aires en el seno de una familia procedente de Navarra, España. Fue hijo único de Miguel Zazpe y Rosario Zarategui.
Cursó sus estudios secundarios en el Colegio Nacional de Buenos Aires. Tuvo una actuación destacada como joven laico comprometido de la parroquia de San Francisco Javier en el barrio de Palermo Viejo (Jorge L. Borges 1855). Estudió Medicina hasta el tercer año en la Universidad de Buenos Aires y formó parte de Acción Católica en la década de 1940. El 2 de marzo de 1942 ingresó al Seminario Metropolitano de Buenos Aires (en Villa Devoto), donde cursó el itinerario de la formación sacerdotal.

## Presbítero
Vicente Zazpe fue ungido presbítero el 28 de noviembre de 1948. Fue designado vicario de la basílica de Santa Rosa de Lima, donde tuvo como guía y maestro pastoral el presbítero Rodolfo Carboni, titular de esa parroquia.
Fue asesor arquidiocesano de la Juventud de la Acción Católica, asesor nacional del Consejo Superior de los Estudiantes Secundarios desde su creación, y viceasesor de la Acción Católica de la Facultad de Medicina donde había cursado estudios.
En la década de 1950 creó y puso en marcha una campaña de predicación callejera que se desarrolló en lugares y paseos porteños como Plaza Italia, Parque de los Patricios y Parque Rivadavia, en la cual promovió la participación de los jóvenes. Además participó en la fundación del Movimiento Familiar Cristiano en la Argentina.
En 1959 fue nombrado párroco de la parroquia Nuestra Señora de Lourdes, en el barrio de Belgrano, y al año siguiente de Nuestra Señora de Luján, un santuario porteño ubicado en el barrio de Flores.

## Obispo y arzobispo

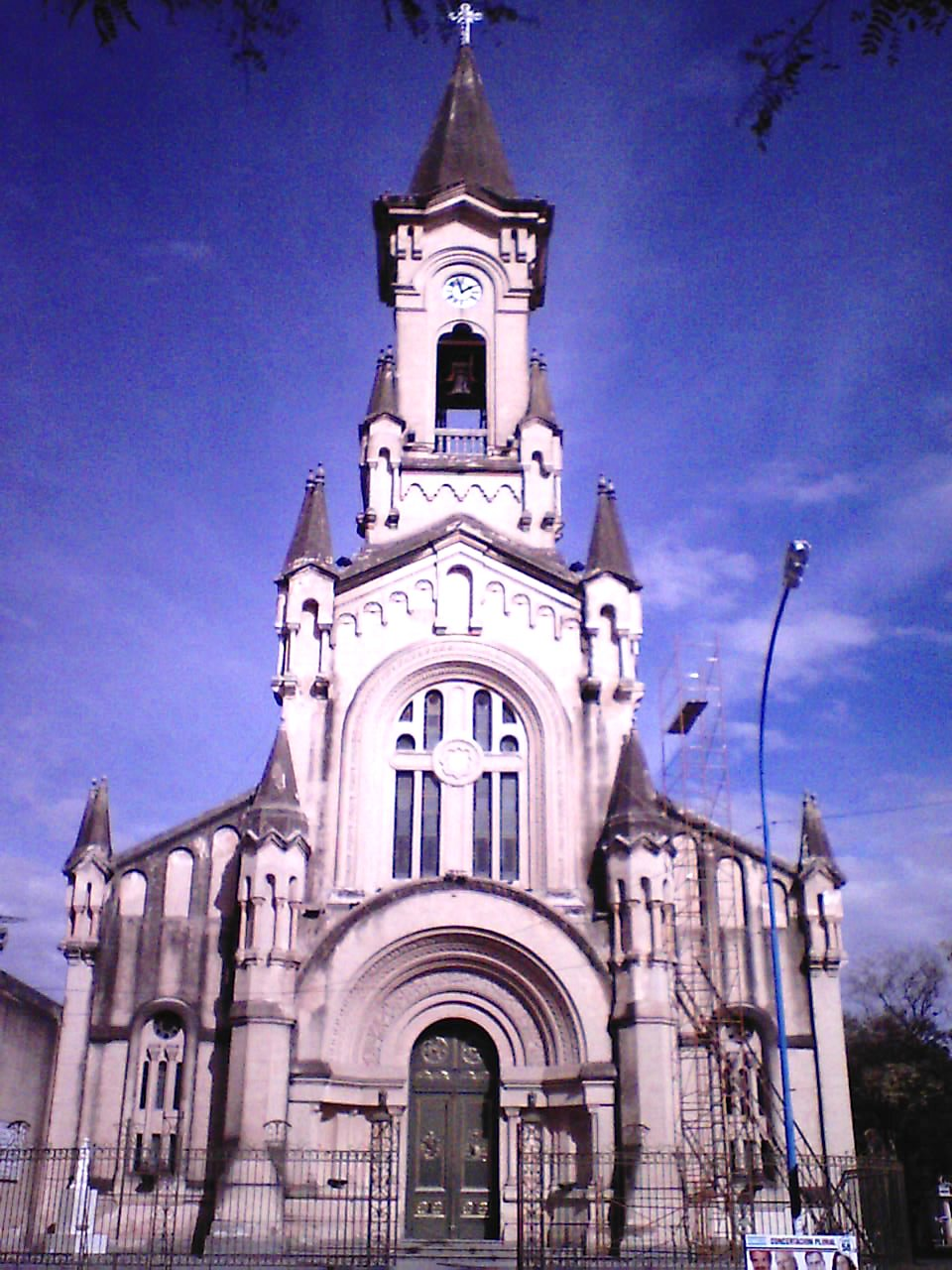
Catedral de Rafaela. Vicente Zazpe fue designado como primer obispo de la diócesis en 1961.

El Papa Juan XXIII lo nombró primer obispo de la recién creada diócesis de Rafaela, el 12 de junio de 1961. Fue ordenado obispo el 3 de septiembre de 1961, siendo su consagrador principal el cardenal Antonio Caggiano. Participó en carácter de padre conciliar de las cuatro sesiones del Concilio Vaticano II, formando parte del bloque de padres progresistas. Fue uno de los cuarenta obispos firmantes del Pacto de las catacumbas de Domitila, por el que se comprometieron a caminar con los pobres asumiendo un estilo de vida sencillo y renunciando a todo símbolo de poder.
El 3 de agosto de 1968 fue nombrado arzobispo coadjutor del arzobispado de Santa Fe, con derecho a sucesión. A la muerte de su antecesor, monseñor Nicolás Fasolino, el 13 de agosto de 1969 se hizo cargo de la arquidiócesis a la cual dirigió hasta su muerte en 1984. Se convirtió así en el tercer obispo y segundo arzobispo de la Archidioecesis Sanctae Fidei Verae Crucis (Arquidiócesis de Santa Fe de la Vera Cruz).
Zazpe produjo desde el arzobispado una notable renovación eclesial según el espíritu del Concilio Vaticano II, al promover la creación de nuevos organismos pastorales, la mayor participación del laicado y de nuevos movimientos apostólicos.
Actuó como verdadero padre de los pobres, concibiéndolos como los primeros destinatarios del mensaje de Jesús, por lo que fue tildado por algunos de socialista. Conforme a sus ideas, optó por llevar una vida austera. Como expresión de su estilo pastoral, inició en 1971 el ciclo Habla el arzobispo, charlas dominicales transmitidas por la radio y la televisión locales, y luego replicadas por los medios gráficos y radiofónicos de todo el país. La gran repercusión mediática provocó una corriente eclesiástica en su contra, la cual consideraba que sus ideas tenían un matiz demasiado socialista. Zazpe contestó a sus detractores mediante críticas a la administración del llamado Movimiento Sacerdotal del Tercer Mundo. Muchas de sus charlas, de lenguaje directo y llano, fueron censuradas por el gobierno argentino debido a su contenido.
Desde que alcanzó su plenitud como obispo, su figura tuvo peso propio en la Conferencia Episcopal Argentina, de la que fue vicepresidente en varios períodos (1973-1983) por el voto de sus pares. Representó a dicha Conferencia en dos sínodos de obispos convocados por Pablo VI en Roma (1971 y 1974), y también en la II Conferencia General del Episcopado Latinoamericano en Medellín, Colombia (1968), y en la III Conferencia General del Episcopado Latinoamericano en Puebla, México (1979). Integró también numerosas comisiones del Consejo Episcopal Latinoamericano (CELAM), entre otros, en el departamento de Pastoral cuya presidencia ejerció en 1969 y en el de Religiosos en 1978.
En 1976, en el marco de una reunión de pastoral latinoamericana en Riobamba (Ecuador), fue arrestado junto a 17 obispos y 38 personas más por la policía ecuatoriana y llevado a Quito, acusado de marxista y de participar en una conspiración para derrocar las dictaduras de América Latina. Adolfo Pérez Esquivel, premio nobel de la paz en 1980, lo llamó «mi compañero de prisión en Ecuador», y expresó ese episodio en una carta: estando sentados juntos, habiendo sido presos, monseñor Zazpe reflexionó: "Si a nosotros nos pasa esto, ¿qué es lo que no les pasará a estos pobres indígenas y campesinos?"

## El caso Angelelli

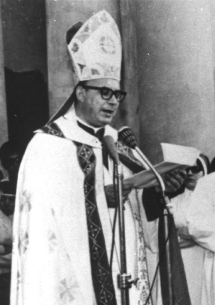
Enrique Angelelli, obispo de la diócesis de La Rioja.

En 1973 viajó a la provincia de La Rioja en calidad de auditor designado por la Santa Sede, a fin de informar sobre la actuación de Enrique Angelelli. Fue recibido por un millar de personas, si bien su llegada fue cuestionada por algunos sectores. El profesor Luis María de La Fuente dijo en su discurso de bienvenida: «...nos alegramos de vuestra presencia, aunque por los datos que tenemos, dudamos de su imparcialidad». Tal cual lo encomendado por la Santa Sede, Zazpe realizó el seguimiento de Angelelli en la diócesis lo cual provocó una revuelta violenta por parte de la población. Zazpe concluyó su labor con una misa conjunta con Angelelli y expresó su pleno apoyo a su trabajo pastoral y a la doctrina que enseñaba: «porque el Papa deposita su confianza en él». «El obispo no quiere ni puede servir al pueblo desde una ideología, sino que lo hace a partir del Evangelio», fueron las palabras de Zazpe al concluir su tarea en La Rioja.
En 1976 viajó a Cuba por mandato del papa Pablo VI para dictar ejercicios espirituales a los obispos, presbíteros y seminaristas de aquel país, pero debió concluir su visita precipitadamente tras la llegada de una misiva desde La Rioja informándole sobre detenciones e interrogatorios que se estaban realizando en la diócesis. Angelelli había pensado en renunciar al obispado de La Rioja para evitar el sufrimiento por el que estaba pasando la diócesis.
Luego de la muerte de Angelelli el 4 de agosto de 1976, Vicente Zazpe presidió su sepelio y leyó el telegrama de condolencias del papa Pablo VI.

## Zazpe durante la dictadura militar de 1976
Junto con Enrique Angelelli (obispo de la diócesis de La Rioja), Carlos Horacio Ponce de León (obispo de la diócesis de San Nicolás de los Arroyos), Miguel Hesayne (obispo de la diócesis de Viedma), Jorge Novak (primer obispo de la diócesis de Quilmes), Jaime de Nevares (arzobispo de la diócesis de Neuquén), y Alberto Pascual Devoto (obispo de la diócesis de Goya), Vicente Zazpe formó parte del grupo de obispos que no se alineó con la dictadura militar iniciada en la Argentina en 1976, conocida como Proceso de Reorganización Nacional y denunció las violaciones a la dignidad humana por ella realizadas. Zazpe visitó permanentemente las cárceles y realizó numerosos pedidos por los «desaparecidos».
Conforme a la lógica del terror de estado instaurado en 1976, los ciudadanos carecían de interlocutores en instancias estatales, y recurrían usualmente a las autoridades eclesiásticas para efectuar sus reclamos, entre quienes se contaba el por entonces arzobispo de Santa Fe, Monseñor Vicente Zazpe, tal como lo evidencia la variedad de solicitudes recibidas por él. Entre ellas se encuentra la siguiente carta, dirigida a Zazpe por dos particulares, y recogida por una investigadora del CONICET:

«Hoy nos ponemos en contacto con usted a raíz de la detención del Padre XXX (...) El día 24 de marzo, al saber que habían ido a buscarlo a su domicilio –Casa de la Juventud- se presentó detenido ese mismo día (...) Ayer se le comunicó que pasaba a disposición del Poder Ejecutivo y que sería trasladado a la cárcel por la tarde. Es de destacar que en todo este mes no fue interrogado, ni fueron a su casa, ni tampoco se conoce ninguna acusación contra él.» - Carta personal fechada en La Plata, 5 de mayo de 1976
Archivo del arzobispado de Santa Fe – caja número 24

En el retrato que de él realizó Olga Wornat, rescató una serie de características que acompañaron a Vicente Zazpe en el período 1976-1983:

«Los grupos dominantes admiten que el Evangelio tenga que ver con el aborto, el homicidio, el adulterio y el robo clásico, pero rechazan su intromisión en el consultorio, la empresa, el estudio profesional, los planes económicos, los cargos públicos, los negocios y los negociados, el soborno, el desempleo, los honorarios, el alza de los precios y con hasta la velocidad en la ruta», decía en uno de sus mensajes dominicales de 1980, monseñor Vicente Faustino Zazpe.
(...) Estudiantes, trabajadores, amas de casa, niños huérfanos, todos se congregaban para escuchar a aquel pastor que era duro e implacable con los poderosos y tierno y comprensivo con los desposeídos.
Sus declaraciones, que se fueron endureciendo frente a la dictadura, lo posicionaron como un ministro de la Iglesia confiable, pero consecuente con el Evangelio y por tanto peligroso por sus denuncias. Así lo sintieron los miembros del gobierno militar. Así lo sentía la cúpula de la Iglesia, a pesar de que en honor a sus códigos internos siempre primara el silencio. No podían acusarlo de tercermundista (...) Menos aún podían etiquetarlo con el rótulo de marxista, ya que hubo pocos ministros que hicieran valer tanto como él, el valor de la persona humana como individuo diferente. Pero sus actitudes lo condenaban a la sospecha de los opresores: visitaba las cárceles, pedía por los desaparecidos y sugería, aunque cautelosamente, en el seno de la Conferencia Episcopal, donde era una autoridad encumbrada, que la Iglesia rompiera su connivencia con la dictadura.
Olga Wornat

Las posiciones tomadas por Zazpe lo llevaron a tener que convivir con el recelo que le deparaban algunos miembros del episcopado argentino.

Entre sus pares insistía una y otra vez: «La Iglesia argentina debe ser la voz de los que no tiene voz, a pesar de las inevitables incomprensiones y de las amenazas que puedan seguir. A algunos sectores les molesta que la Iglesia reciba y escuche a los sectores obreros, a los familiares de los desaparecidos y de los detenidos sin proceso, o con procesos eternizados, y que pida por los jubilados y a los pensionados. De alguna manera todos ellos son ciudadanos sin voz, o al menos sin suficiente voz.»
Olga Wornat

Las declaraciones de Vicente Zazpe referidas al Proceso de Reorganización Nacional fueron cada vez más explícitas y duras.

Cuando las Fuerzas Armadas presentaron el documento final sobre lo actuado por la dictadura, en el que se pretendía que no había más información que dar, que había habido una guerra sucia y que por lo tanto cualquier exceso era comprensible, Zazpe sentenció públicamente:
«Es insólita la calificación de "actos de servicio" para la tortura, el secuestro impune, la muerte clandestina, la detención sin proceso, la entrega de niños a desconocidos y el latrocinio descarado de los hogares».
Olga Wornat

Los medios de comunicación recogieron algunas de aquellas aseveraciones de Zazpe, extraordinariamente duras si se tiene en cuenta que fueron hechas todavía bajo el Proceso Militar. Decía Zazpe:

«En los últimos meses se han publicado muchos aspectos ocultos del Proceso, no refutados hasta el momento, que hacen sumamente vulnerables las justificaciones del mismo. ¿Se puede continuar hablando de excesos cuando todo el proceso antisubversivo respondió a una premeditada planificación? ¿Se puede afirmar que no se dispone de más información, cuando los servicios de inteligencia controlan rigurosamente a personas, grupos, instituciones y teléfonos?»
Diario Clarín, 6 de junio de 1983

Zazpe participó además de la redacción de numerosos documentos, particularmente Iglesia y Comunidad Nacional (1981) que contribuyó a la recuperación de la democracia.

## La guerra de las Malvinas
Con motivo del comienzo de las operaciones de la guerra de las Malvinas, Zazpe expresó: «Debemos comprobar con tristeza y decepción una Europa con signos evidentes de desubicación histórica y carente de una comprensión básica hacia la América latina a la que todavía considera como realidad primitiva y poco menos tribal».
Zazpe condenó la guerra y tuvo expresiones duras para quienes «...juraron por Dios, los Evangelios y la Patria y no cumplieron su palabra y para aquellos que improvisaron la guerra de Malvinas sin considerar su locura ni pensar en las consecuencias».

## La influencia de Monseñor Zazpe en la sociedad
La autoridad de monseñor Zazpe llegó a ser tal en su época que en una oportunidad desafió incluso al jefe policial públicamente ante acusaciones de incitar a la violencia contra varios sacerdotes de su arquidiócesis, en especial Osvaldo Catena y Atilio Espinosa.
El 3 de septiembre de 2011, con motivo del 50.º aniversario de la ordenación episcopal de Monseñor Vicente Zazpe, los obispos argentinos reunidos en Pilar evocaron su figura. José María Arancedo se refirió a monseñor Zazpe de esta manera:

Creo que esta actualidad [del mensaje de monseñor Zazpe] se debe a que sus reflexiones tenían su fuente en el Evangelio y su mirada, libre de ideologías, puesta en el hombre concreto con sus angustias y esperanzas. Frente a esta realidad se sentía interpelado y su preocupación era poder responder como pastor, y desde el evangelio, a quienes él estaba llamado a servir. En esto veo también para nosotros, como obispos, una enseñanza y testimonio siempre actual.
José María Arancedo

Pedro Ziwak definió a Vicente Zazpe como «el pastor que habló cuando muchos callaban». Guillermo Dozo consideró a Zazpe «una de las mentes más brillantes de su época», al tiempo que recordaba la caracterización que de él dio Ernesto Luna:

De carácter afable, polifacético, una inteligencia brillante, espíritu entusiasta, personalidad vigorosa pero de humildad, fraternidad y alegría franciscana. Trasuntaba una profunda vida interior, espiritualidad hecha testimonio elocuente de vida inmolada en el oficio de servir. Predicador infatigable de la Doctrina Social Católica y abogado de la efectiva vigencia de los derechos naturales del hombre, y sus deberes correlativos. Esto le significó soportar abnegadamente la cruz, calumnias, cárcel, persecuciones. Su ministerio episcopal fue agonal, hacia dentro y fuera de la Iglesia, en aquellos difíciles años de crisis eclesial y social. Puesto que desde temprana edad había militado en la Acción Católica Argentina, comprendió su importancia e impulsó con entusiasmo dicha institución, que tiene como finalidad la evangelización directa e inmediata, es decir la apostolicidad, que fundamenta su existencia y la justifica.

## Gestión pastoral
- Primer obispo argentino en ordenar diáconos permanentes.
- Apertura de la Escuela de Sagrados Ministerios San Esteban.
- Organización de Cruzada de Oración en Familia.
- Impulsor de Acción Católica, cursillos de Cristiandad y Campamentos Arquidiocesianos de Adolescentes.
- Promotor principal del laicado.

## Homenajes
En Santo Tomé, se designó a un barrio con el nombre «Monseñor Vicente Zazpe», en reconocimiento al ex arzobispo.
En la localidad de Suardi, el Instituto Terciario Particular Incorporado N.º 4050 lleva el mismo nombre.
En la ciudad de Santa Fe, una calle recibió el nombre de «Monseñor Vicente Zazpe» en su homenaje, al igual que la escuela de nivel primario N.º 1298 (ubicada en el N.º 4491 de la calle homónima).
También lleva su nombre el «Centro de Estudio, Difusión y Realización de Doctrina Social de la Iglesia», y la biblioteca de la «Universidad Católica de Santa Fe», entre otros.